# Ramón Sampedro

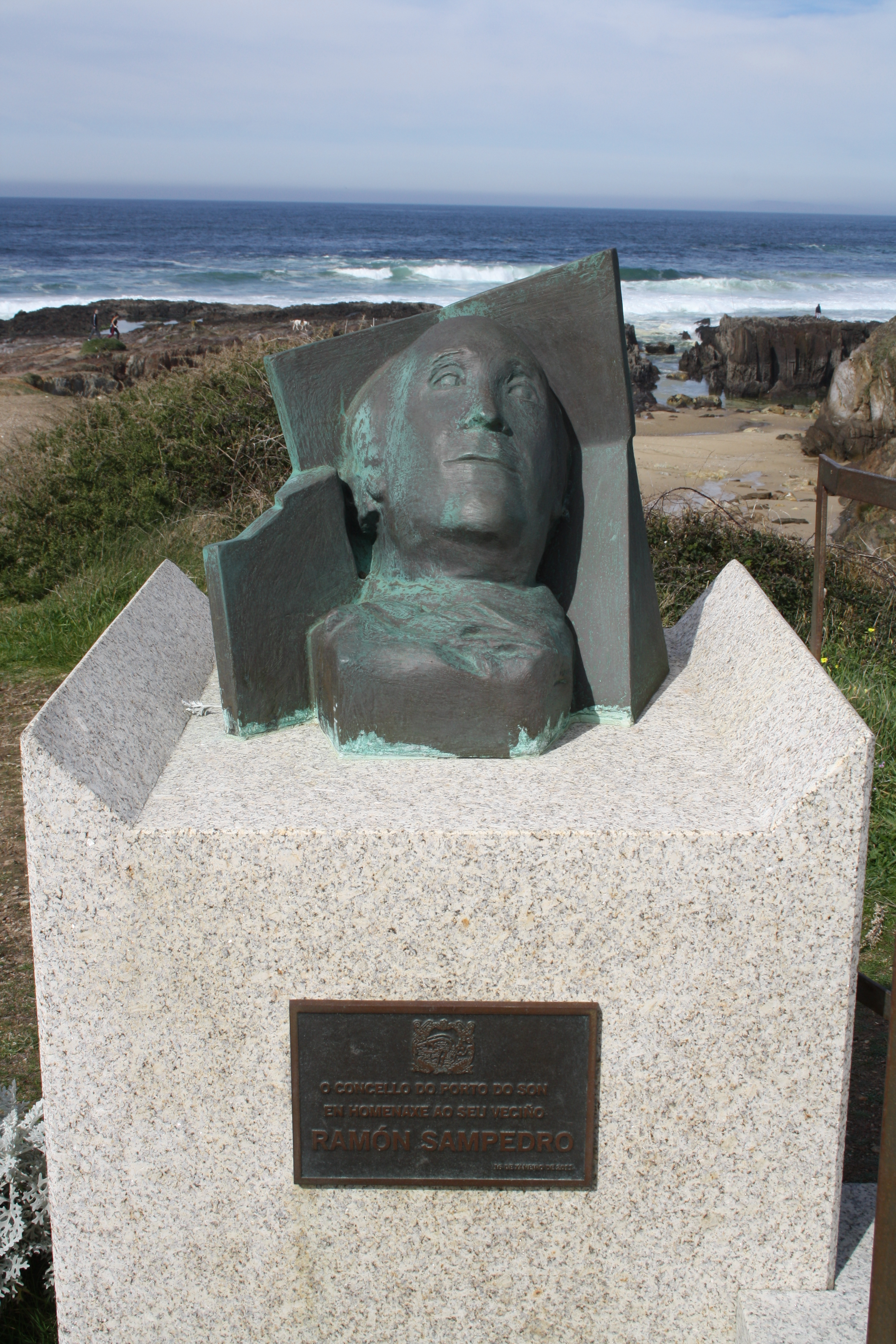
Ramón Sampedro.

Ramon Sampedro (ur. 5 stycznia 1943, zm. 12 stycznia 1998) – hiszpański mechanik okrętowy, który po wypadku w trakcie skoku do wody został sparaliżowany w wieku 25 lat.
Przez następne 29 lat walczył o prawo do eutanazji. Po kolejnym odrzuceniu jego wniosku, tym razem przez Komisję Praw Człowieka w Strasburgu, postanowił popełnić samobójstwo. 12 stycznia 1998 roku zażył cyjanek potasu podany przez przyjaciół. Ostatnie chwile swojego życia zarejestrował na taśmie video.
Jego historię opowiada film „Mar adentro” (ang. The Sea Inside, pol. W stronę morza) (2004).